# Instytut Mechatroniki i Systemów Informatycznych Politechniki Łódzkiej
Instytut Mechatroniki i Systemów Informatycznych Politechniki Łódzkiej – jeden z instytutów Wydziału Elektrotechniki, Elektroniki, Informatyki i Automatyki Politechniki Łódzkiej. Instytut podczas swojego istnienia zmieniał swoją strukturę zaś w obecnej postaci istnieje od roku 1992. W czerwcu 1945 r. utworzono Katedrę Maszyn Elektrycznych jako jedną z pierwszych na Politechnice Łódzkiej. Budowniczym i pierwszym Kierownikiem Katedry był profesor Politechniki Warszawskiej Bolesław Dubicki. Na historię Instytutu składają się trzy ważne okresy, gdy zmieniała się jego struktura: 1945–1970 – gdy funkcjonuje w ramach struktury katedralnej, 1970–1984 – gdy funkcjonuje jako zintegrowany instytut oraz od roku 1985, gdy funkcjonuje jako samodzielny instytut.

## Historia – ludzie, daty i fakty
Katedra Maszyn Elektrycznych, w pierwszym okresie działalności, była kierowana przez prof. zw. dr Bolesława Dubickiego (w latach 1945-1946). Prof. Dubicki nadzorował proces projektowania i tworzenia laboratoriów dydaktycznych oraz proces przygotowania treści programowych przedmiotów, które wchodziły w zakres dyscypliny maszyny elektryczne. Następcą prof. Dubickiego na stanowisku kierownika był prof. Eugeniusz Jezierski (od roku 1946). Profesor Jezierski kierował Katedrą do 1970 roku, czyli do końca jej istnienia. Lata 50. i 60. XX wieku to okres tworzenia i rozwoju tzw. Łódzkiej Szkoły Transformatorowej, którą współtworzyli pracownicy Katedry. Realizowane prace naukowo-badawcze oraz ich wysoka jakość doprowadziły do tego, że Łódzka Szkoła Transformatorów była znana i ceniona zarówno w kraju, jak i za granicą.

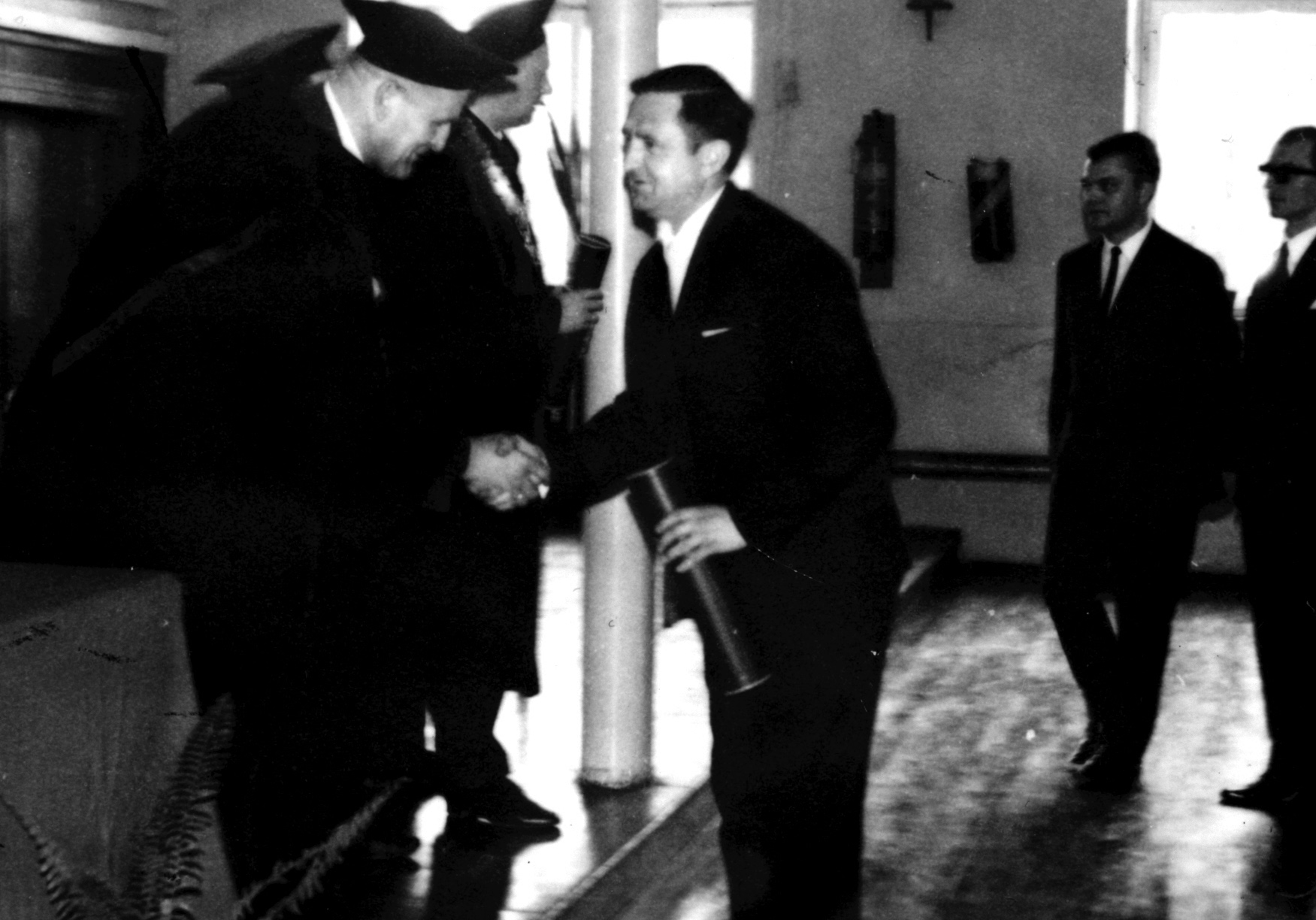
Uroczystość nadania tytułu doktora nauk technicznych – 1968 rok

Prowadzone w Katedrze prace naukowo-badawcze oraz znaczące osiągnięcia naukowe, szczególnie w zakresie transformatorów, doprowadziły do zmiany nazwy Katedry. Od 1 października 1956 zmieniono nazwę katedry na Katedrę Maszyn Elektrycznych i Transformatorów. W tym okresie rozwinęła się intensywna współpraca z różnymi instytucjami naukowymi. Można tu wymienić współpracę z: Międzynarodową Konferencją Wielkich Sieci Elektrycznych (CIGRE), Komitetem Elektrotechniki PAN, Instytutem Elektrotechniki, Polskim Komitetem Normalizacyjnym, Stowarzyszeniem Elektryków Polskich, Polskim Towarzystwem Elektrotechniki Teoretycznej i Stosowanej. Prof. Eugeniusz Jezierski przywiązywał bardzo dużą wagę do rozwoju naukowego pracowników. W tym okresie aż 24 osoby uzyskały stopień naukowy doktora zaś 5 osób stopień doktora habilitowanego: Michał Jabłoński, Janusz Turowski, Mirosław Dąbrowski, Bohdan Narolski, Maciej Kozłowski. Należy wspomnieć także o nominacjach profesorskich (jako profesorowie nadzwyczajni) jakie miały miejsce w tym okresie: 1956 – prof. Eugeniusz Jezierski, 1954 – Władysław Pełczewski, 1969 – Tadeusz Koter, 1969 – Michał Jabłoński, 1956 – Seweryn Erlicki.
W 1970 roku zostaje utworzony Instytut Transformatorów, Maszyn i Aparatów Elektrycznych, który składał się następujących katedr:
- Maszyn Elektrycznych i Transformatorów,
- Aparatów Elektrycznych,
- Wysokich Napięć.

Pierwszym dyrektorem Instytutu zostaje prof. Eugeniusza Jezierski, który w niedługim czasie przekazuje swoje obowiązki prof. Stanisławowi Dzierzbickiemu, kierującemu w tym czasie pracami Katedry Aparatów Elektrycznych. Funkcję tę prof. Dzierzbicki pełnił przez 4 lata (1971-1974). W roku 1974 dyrektorem Instytutu zostaje prof. ndzw. dr hab. Janusz Turowski, który pełni tę funkcję przez 10 lat (lata 1974-1984).
Pod koniec lat siedemdziesiątych ubiegłego wieku powołane zostają trzy zespoły naukowo-badawcze:
- Zespół Maszyn Wirujących – pracujący pod kierownictwem prof. Tadeusza Kotera,
- Zespół Transformatorów i Przekształtników – pracujący pod kierownictwem prof. dr hab. Michała Jabłońskiego,
- Zespół Elektrodynamiki Technicznej i Mikromaszyn – pracujący pod kierownictwem prof. dr hab. Janusza Turowskiego.

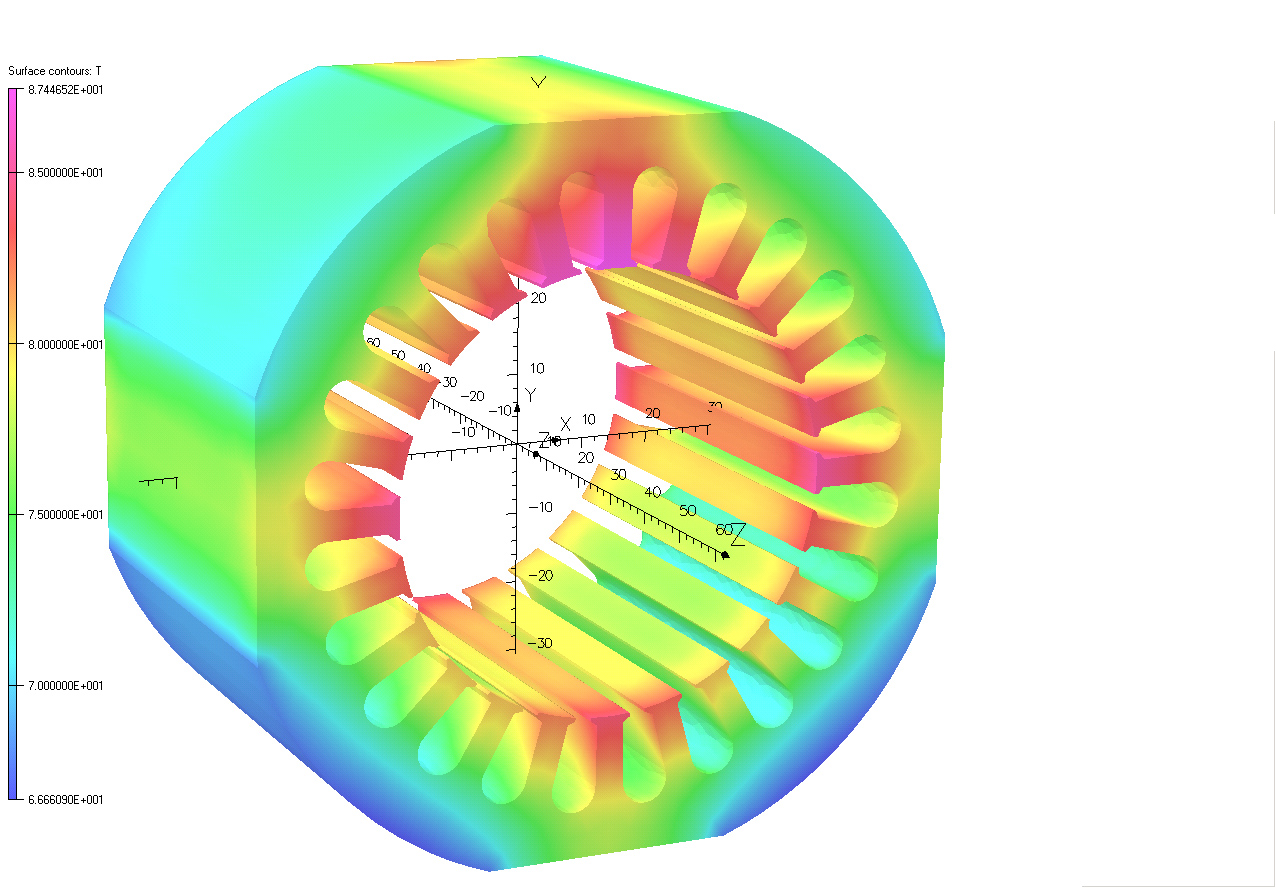
Wynik modelowania rozkładu temperatury w rdzeniu silnika indukcyjnego

W wyniku utworzenia zintegrowanego Instytutu następuje rozwój kontaktów międzynarodowych z uczelniami i ośrodkami naukowo-badawczymi:
- TH Ilmenau oraz TU Dresden (Niemcy)
- TU Delft (Holandia)
- Inst. Montefiore – Liège (Belgia)
- University of Strathclyde, University of Southampton oraz Imperial College (Wielka Brytania)
- Uniwersytet Okayama oraz Kanazawa University (Japonia)
- Uniwersytet Pawia (Włochy)
- Uniwersytet Skopje (Jugosławia)
- Akademia Nauk (Czechosłowacja)
- Politechnika Sofia (Bułgaria)

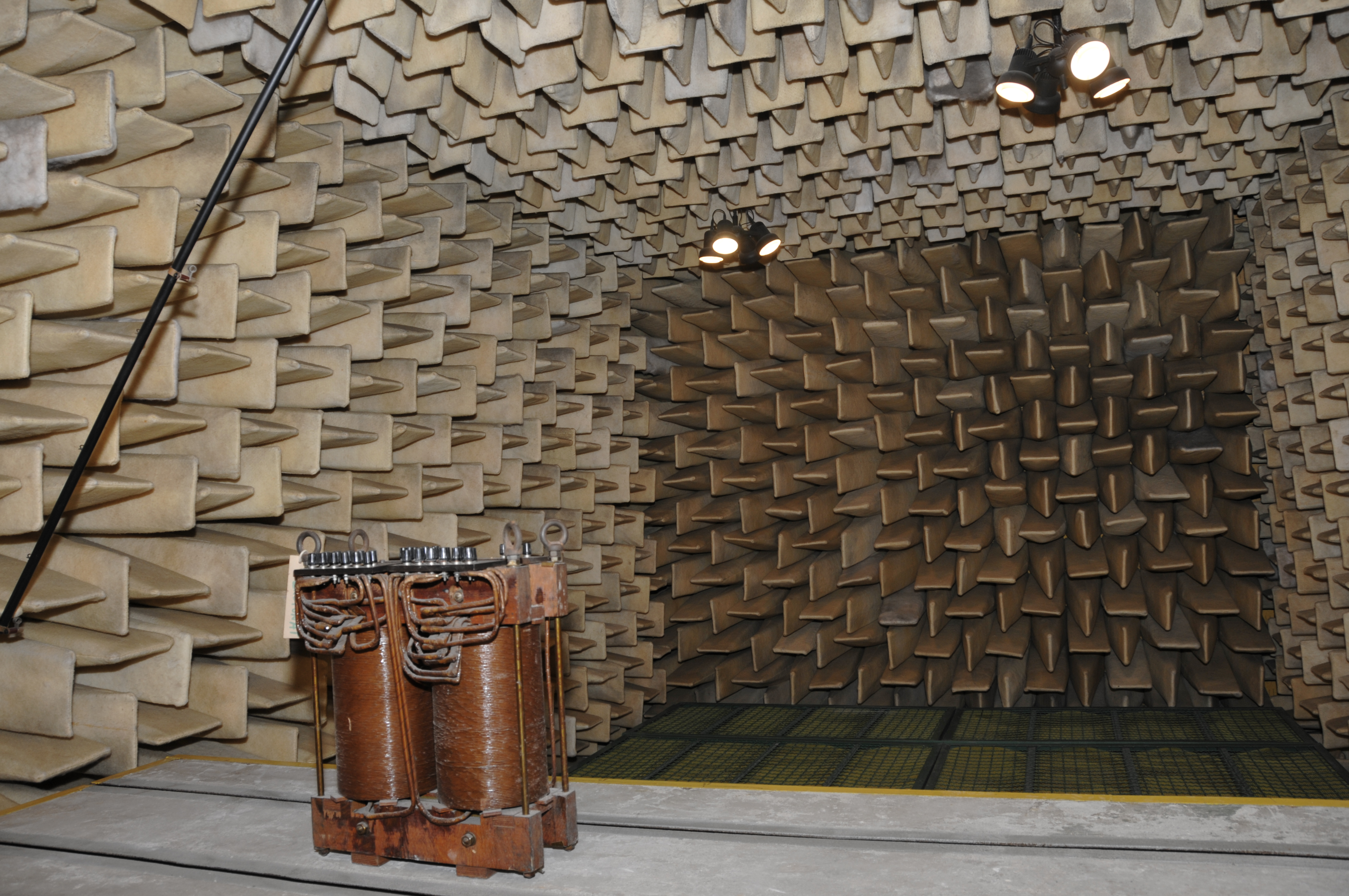
Komora akustyczna w Instytucie Mechatroniki i Systemów Informatycznych Politechniki Łódzkiej

Instytut jest organizatorem Krajowego Sympozjum z Teorii Pola Elektromagnetycznego, które wkrótce przekształca się w Konferencję Electrodynamics, Forces and Losses in Transformers. Publikacje prac naukowych pozwoliły na znaczne rozszerzenie kontaktów międzynarodowych co w niedalekiej przyszłości pozwoliło na powstanie nowego międzynarodowego sympozjum organizowanego przez Instytut – Sympozjum ISEF (International Symposium on Electromagnetic Fields in Electrical Engineering). Sympozjum ISEF jest obecnie jednym z najbardziej prestiżowych sympozjów w Europie. W latach 70., zwiększa się liczba pracowników Instytutu zasiadających w Komitecie Elektrotechniki PAN (Eugeniusz Jezierski, Michał Jabłoński, Janusz Turowski, Tadeusz Koter), we władzach Polskiego Towarzystwa Elektrotechniki Teoretycznej i Stosowanej oraz w Radach Naukowych Instytutu Elektrotechniki w Warszawie i OBR Komel w Katowicach.
Kolejny okres w historii Instytutu rozpoczyna przekształcenie Zakładu Maszyn Elektrycznych w samodzielny Instytut Maszyn Elektrycznych i Transformatorów. Powstały Instytut jest spadkobiercą i kontynuatorem szkoły naukowej Katedry o tej samej nazwie. Pierwszym dyrektorem samodzielnego Instytutu był prof. zw. dr hab. Janusz Turowski (1985–1992). W 1992 roku następuje zmiana na stanowisku dyrektora i obowiązki te przejmuje prof. zw. dr hab. Kazimierz Zakrzewski. W tym okresie cztery osoby uzyskały stopień naukowy doktora habilitowanego (Sławomir Wiak – 1990, Alicja Kozłowska – 1991, Jan Anuszczyk – 1992, Liliana Byczkowska-Lipińska – 1993).
W roku 2002 nastąpiła kolejna zmiana, związana z rozszerzeniem obszaru prowadzonych badań naukowych oraz dydaktyki. Zostaje powołany do życia Instytut Mechatroniki i Systemów Informatycznych. Pierwszym dyrektorem Instytutu był prof. Kazimierz Zakrzewski, zaś od 2007 roku jego miejsce zajął prof. Sławomir Wiak. Do 2024 roku w historii Instytutu Mechatroniki i Systemów Informatycznych stopień naukowy doktora habilitowanego uzyskało 7 osób: Krzysztof Komęza (1995), Paweł Witczak (1995), Maria Dems (1996), Adam Pelikant (2002), Ryszard Szczerbanowski (2003), Zbigniew Gmyrek (2005), Paolo Di Barba (2013), Łukasz Szymański (2015), Grzegorz Raniszewski (2019). Ponadto tytuły profesora zwyczajnego otrzymali: Sławomir Wiak (2002), Jan Sykulski (2004), Maria Dems (2012), Paweł Witczak (2012), Krzysztof Komęza (2014), Adam Pelikant (2015), Michał Kaczmarek (2018).
W 2024 roku dyrektorem Instytutu zostaje dr hab. inż. Łukasz Szymański, prof. uczelni. Aktualnym Zastępcą Dyrektora ds. Rozwoju jest dr inż. Anna Firych-Nowacka, a Zastępcą ds. Kształcenia dr inż. Krzysztof Smółka. Do grona osób, które uzyskały stopień naukowy doktora habilitowanego dołączyła Dorota Kamińska (2024).

## Obszar działalności naukowo-badawczej i dydaktycznej

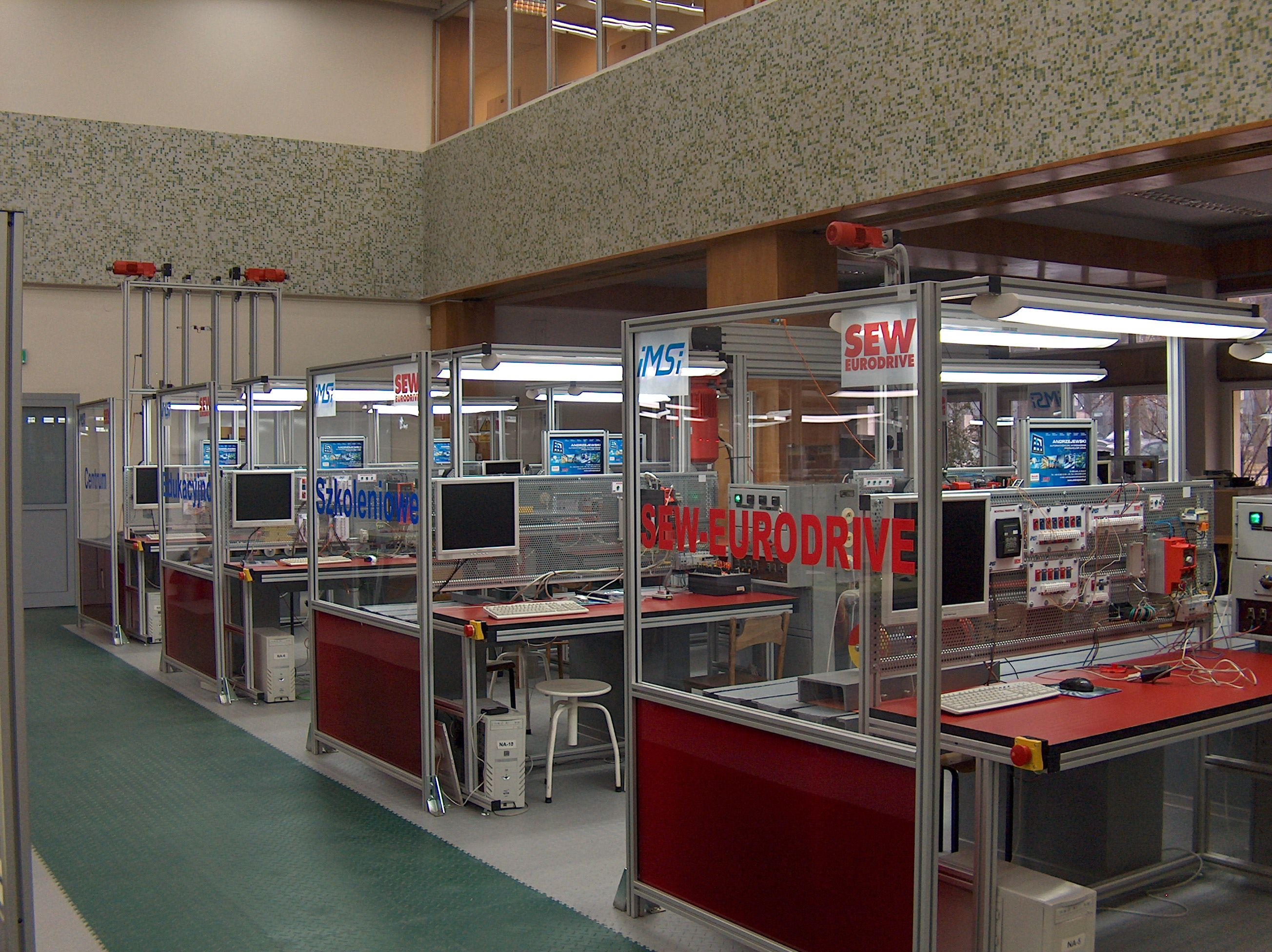
Laboratorium mechatroniki w Instytucie Mechatroniki i Systemów Informatycznych PŁ

Instytut prowadzi badania naukowe oraz zajęcia dydaktyczne związane z nowoczesnymi obszarami nauki i edukacji, którymi są::
- modelowanie i analiza zjawisk elektromagnetycznych, cieplnych i wibroakustycznych, maszyn elektrycznych i transformatorów[7][8]
- szeroko rozumiana mechatronika
- elektrodynamika układów trójwymiarowych z uwzględnieniem anizotropii i nieliniowości magnetycznej
- optymalizacja konstrukcji wirujących maszyn elektrycznych, transformatorów, siłowników i czujników, silników liniowych, ekranów magnetycznych oraz maszyn elektrycznych specjalnej konstrukcji
- modelowanie przestrzennego rozkładu strat mocy w elementach ferromagnetycznych[9]
- modelowanie quasi-izotropowych i anizotropowych obwodów magnetycznych, w tym także wykonanych z materiałów amorficznych
- nanotechnologia i synteza nanomateriałów[10][11][12]

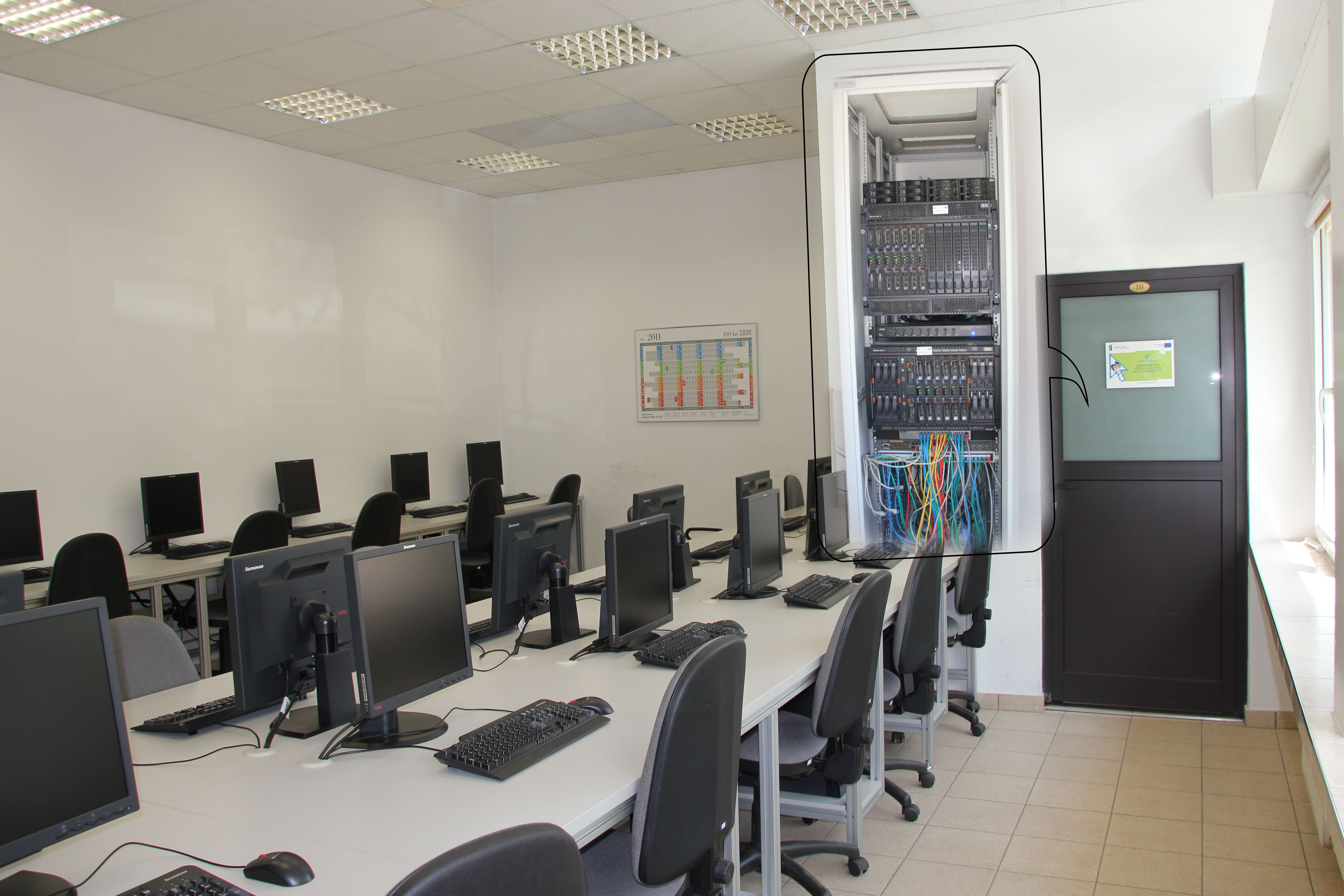
Laboratorium baz danych wraz z serwerownią wykorzystywaną w projekcie E-matura.

- badania eksperymentalne określające wpływ łuku elektrycznego na syntezę nanorurek węglowych
- modelowanie mikrowłókien siłowników tekstronicznych i strat wiroprądowych w proszkach ferromagnetycznych
- modelowanie zintegrowanych mikroukładów
- szeroko rozumiana tematyka baz danych i systemów ekspertowych[13] oraz trójwymiarowej grafiki komputerowej[14][15]
- programowanie ukierunkowane na tworzenie narzędzi aplikacyjnych stosowanych w szybkim obliczaniu parametrów i charakterystyk silników indukcyjnych.

Wyniki prac naukowo-badawczych pracowników Instytutu zostały opublikowane w wielu książkach i artykułach naukowych renomowanych czasopism międzynarodowych.
Pracownicy Instytutu byli kierownikami wielu grantów naukowo-badawczych oraz aplikacyjnych. Przykładowe tematy prowadzonych projektów:
- polowo-obwodowe modelowanie dyskowego silnika prądu stałego z elektroniczną komutacją i sterowaniem wykorzystującym logikę rozmytą
- komputerowe modele trójwymiarowych struktur grzebieniowych mikrosiłowników elektrostatycznych
- zintegrowane komputerowe modele transformatorów na potrzeby analizy wibroakustycznej i obliczeń pola akustycznego
- metodologia obliczeń energooszczędnych szybkoobrotowych silników elektrycznych z rdzeniem wykonanym z nowoczesnych materiałów magnetycznych
- badania wpływu zewnętrznego pola magnetycznego na właściwości łuku plazmy warunkujących efektywną syntezę nanorurek węglowych
- klasyfikator podobieństwa informacji dźwiękowej na platformie serwera baz danych

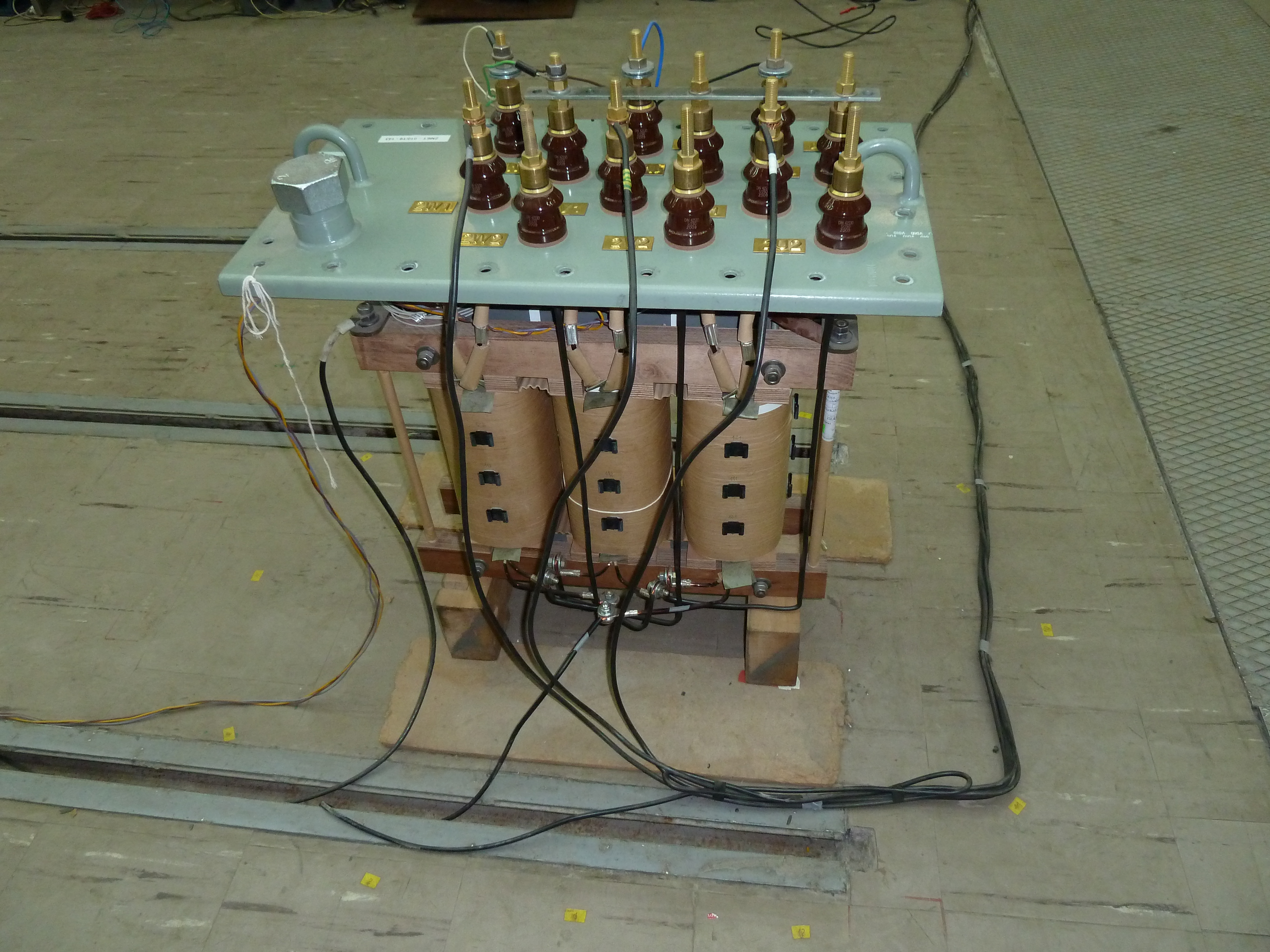
Transformator modelowy z widocznymi uchwytami do badania drgań uzwojeń

- obliczenia cieplne silników indukcyjnych małej mocy z wykorzystaniem metod polowych
- analiza wibroakustyczna silników o uzwojeniach skupionych wzbudzanych magnesami trwałymi.

W Instytucie znaleźli swoje miejsce studenci, którzy rozwijają swoje zainteresowania pracując w kołach naukowych działających przy Instytucie. Obszar działalności członków kół jest bardzo szeroki i wynika z trzech ww. obszarów. W Instytucie swoje miejsce znalazły koła naukowe: Koło Naukowe Grafiki Inżynierskiej, Sieci Komputerowe i Bazy Danych, Koło Naukowe „Neuron”, Informatyczne Koło Naukowe oraz Koło Naukowe Mechatroniki.
W Instytucie działania naukowe wspierają rozwiązania praktyczne. Należy wskazać w tym miejscu, pierwszy w Polsce i unikalny w skali Europy, projekt informatyczny wspomagający przeprowadzenie próbnej matury z wykorzystaniem sieci Internet (projekt zrealizowano w ramach programu E-matura). Projekt wspiera Strategię informatyzacji Rzeczypospolitej Polskiej – ePolska.
Na terenie Instytutu działają ośrodki kształcenia z zakresu: baz danych, grafiki komputerowej, systemów CAD/CAM, wykorzystując profesjonalne oprogramowanie firm: Autodesk, Oracle, IBM, Microsoft, Adobe, Infolityca, Vector Fields.

## Współpraca z uczelniami i przedsiębiorstwami
Instytut współpracuje z wieloma krajowymi i zagranicznymi ośrodkami naukowo-dydaktycznymi oraz zakładami przemysłowymi, co jest potwierdzone wspólnymi publikacjami. Można tu wskazać na następujące uczelnie zagraniczne:
- Universite d’Artois we Francji,
- University of Vigo w Hiszpanii,
- University of Pavia we Włoszech,

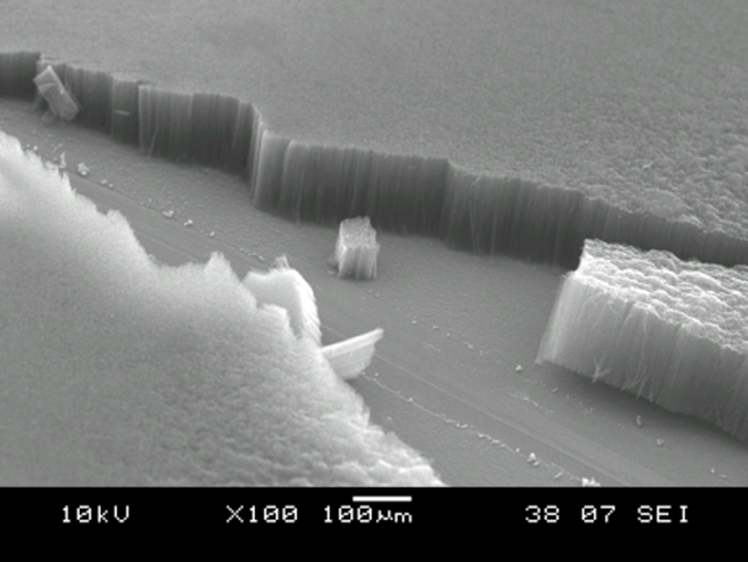
Las nanorurek wytworzonych w laboratorium syntezy nanomateriałów Instytutu Mechatroniki i Systemów Informatycznych PŁ

- Cyril and Methodius University Skopje w Macedonii,
- Technical University of Torino we Włoszech.

W ramach współpracy z przemysłem Instytut współpracuje m.in. z:
- producentami maszyn elektrycznych EMIT[25] i BESEL[26], należącymi do Spółki Cantoni Motor
- przedsiębiorstwami koncernu ABB Sp. z o.o[27].
- z firmą SEW-EURODRIVE[28]
- firmą ZREW

W ramach współpracy z zagranicą prowadzone są badania m.in. z:
- ośrodkiem badawczym koncernu OTIS United Technologies (USA)
- firmą TurboCare Poland S.A. koncernu Westinghouse Electric Corporation
- zakładami BSH Sp. z o.o. Sprzęt Gospodarstwa Domowego[30]

Dzięki współpracy z zakładami przemysłowymi laboratoria Instytutu są wyposażone w najnowocześniejsze napędy i rozwiązania sterowników firm SIEMENS oraz SEW. Efektem współpracy z IBM Polska jest zbudowane wyspecjalizowane laboratorium komputerowe, wyposażone w sprzęt tej firmy, służące do prowadzenia warsztatów i seminariów. Dzięki wsparciu firmy IBM Instytut otrzymał międzynarodowy certyfikat w systemie Prometic.
Na terenie Instytutu znajdują się także: wysokospecjalizowane laboratoria elektrotechnologii ochrony środowiska, laboratoria plazmowej syntezy nanomateriałów i tzw. Stanowisko strefy czystej będące podstawą Laboratorium Mikroskopowego.

## Naukowcy związani z Instytutem
Z historią Instytutu Mechatroniki i Systemów Informatycznych PŁ związani są następujący naukowcy:
- prof. dr hab. Jan Anuszczyk
- prof. dr hab. Liliana Byczkowska-Lipińska
- prof. dr hab. Maria Dems
- prof. dr inż. Bolesław Dubicki
- prof. Stanisław Dzierzbicki
- prof. dr hab. Michał Jabłoński[33]
- prof. Eugeniusz Jezierski
- prof. dr hab. Zbigniew Kołaciński[33]
- prof. dr hab. Krzysztof Komęza
- prof. Tadeusz Koter[33]
- prof. dr hab. Maciej Kozłowski[33]
- prof. Jean-Philippe Lecointe[34]
- prof. dr hab. Bohdan Narolski[33]
- prof. dr hab. Adam Pelikant
- prof. dr inż. Władysław Pełczewski
- prof. dr hab. Jan Sykulski
- prof. dr hab. Elżbieta Szychta
- prof. dr hab. Leszek Szychta
- prof. dr hab. Janusz Turowski
- prof. dr hab. Sławomir Wiak
- prof. dr hab. Paweł Witczak
- prof. dr hab. Kazimierz Zakrzewski
- dr hab. Zbigniew Gmyrek, prof. uczelni
- dr hab. Alicja Kozłowska, prof. uczelni
- dr hab. Ryszard Szczerbanowski, prof. uczelni
- dr hab. Paolo Di Barba
- dr hab. Łukasz Szymański, prof. uczelni
- dr hab. Dorota Kamińska

## Galeria

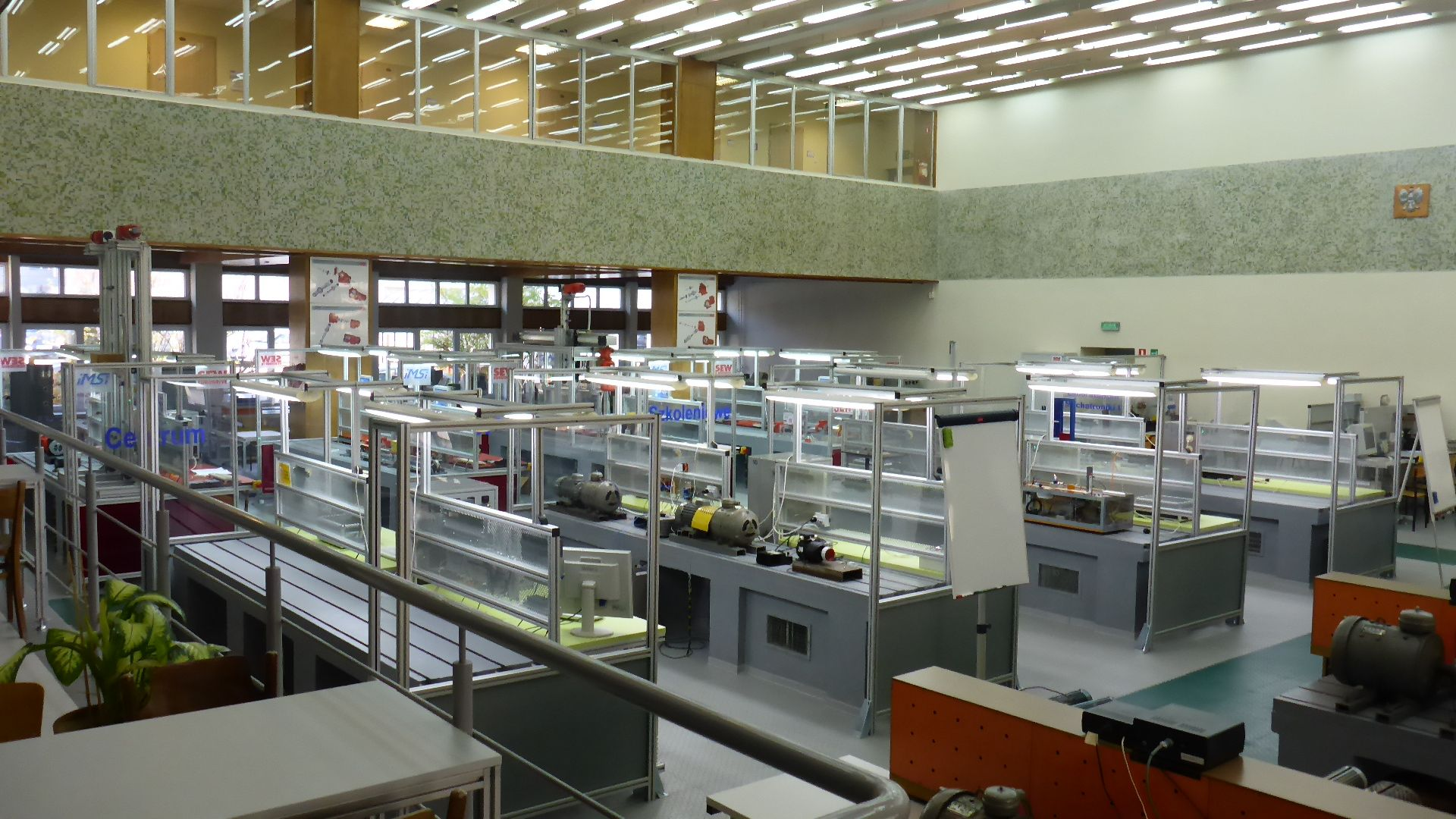
Laboratorium dydaktyczne
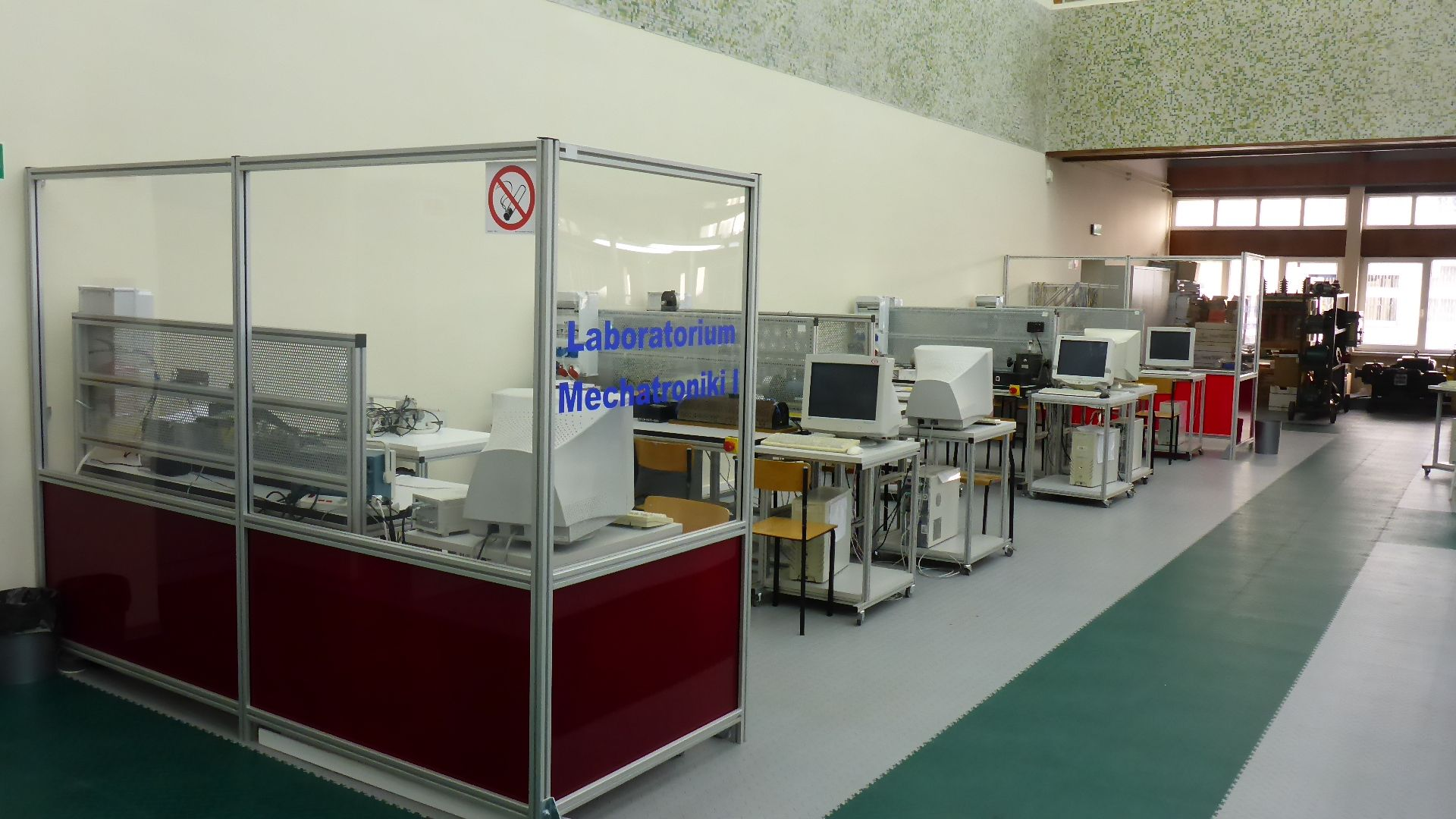
Laboratorium dynamiki układów mechatronicznych
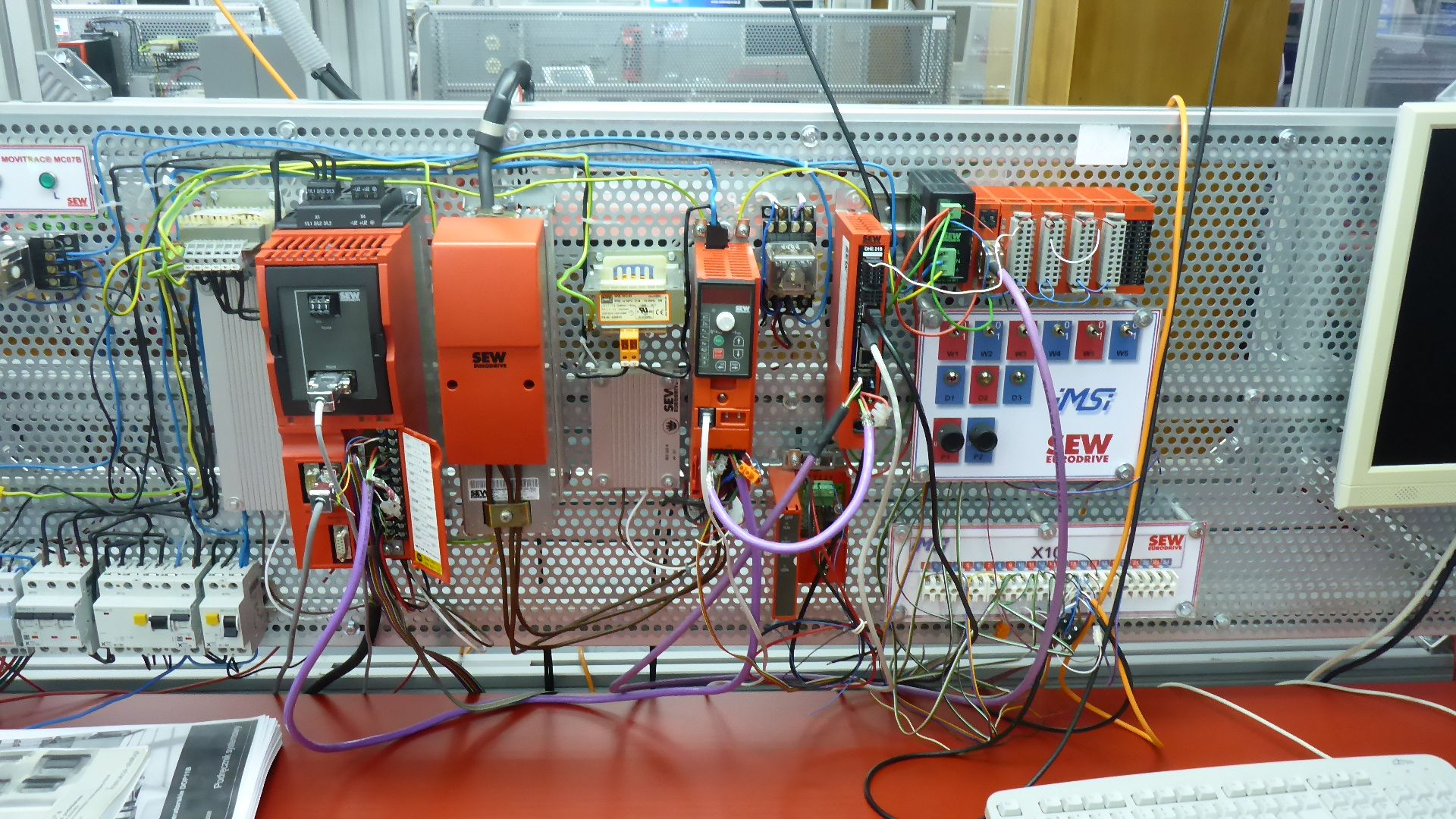
Stanowisko dydaktyczne w laboratorium napędów elektrycznych
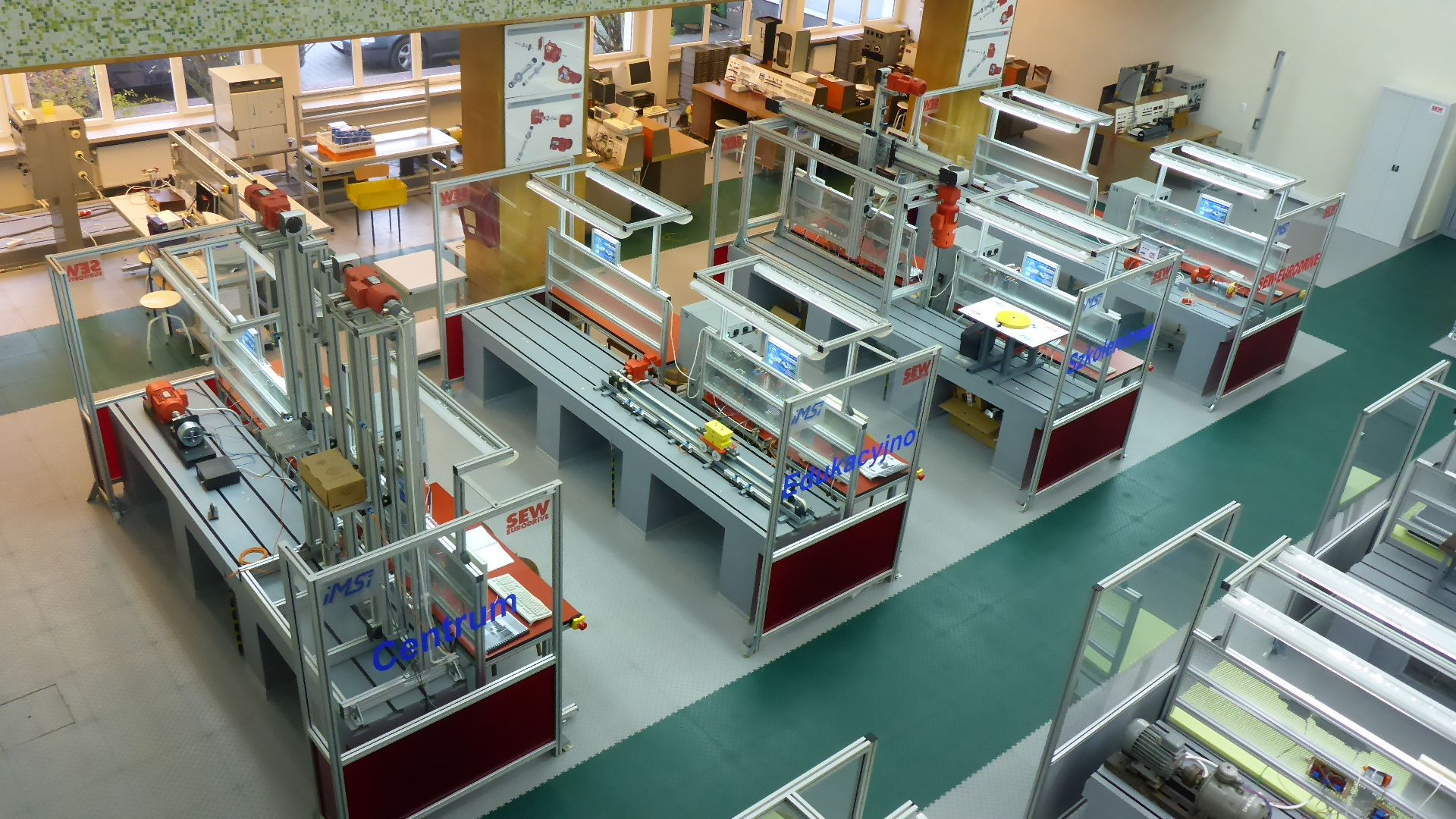
Laboratorium Centrum Edukacyjno-Szkoleniowego
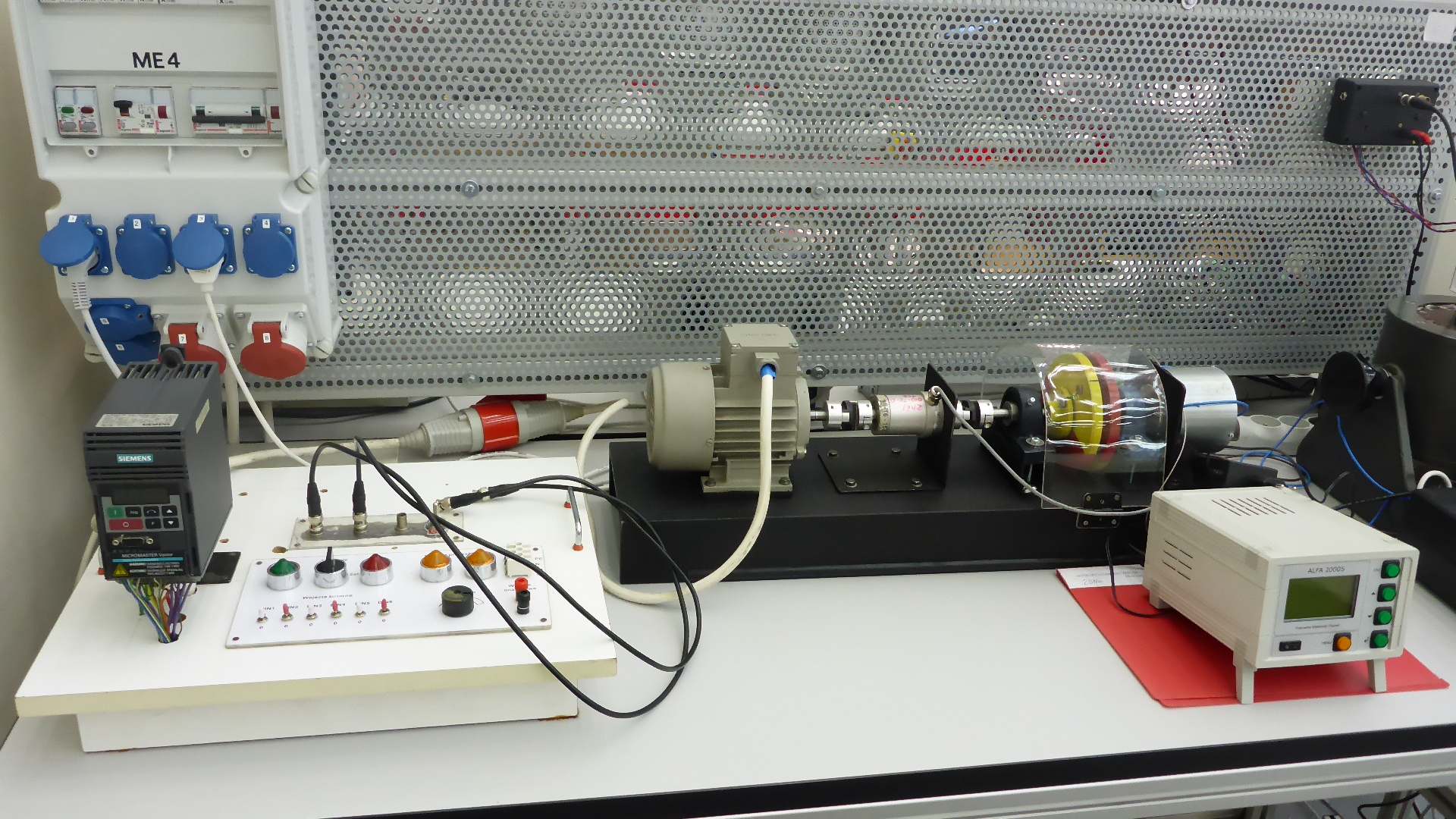
Stanowisko dydaktyczne w laboratorium mechatroniki
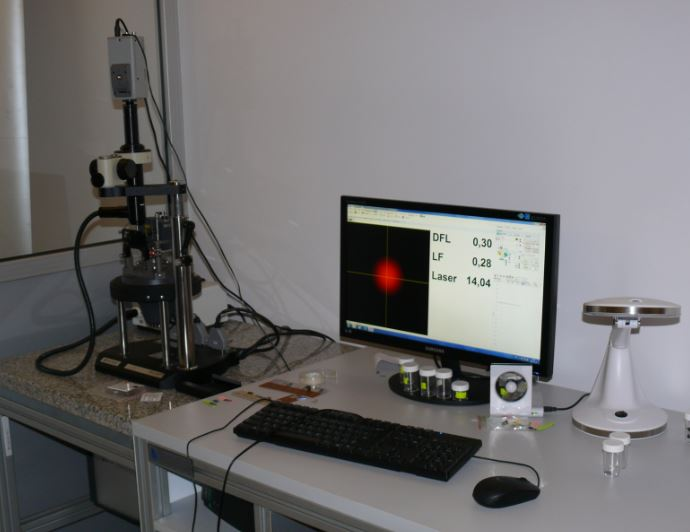
Stanowisko badawcze w laboratorium mikroskopowym
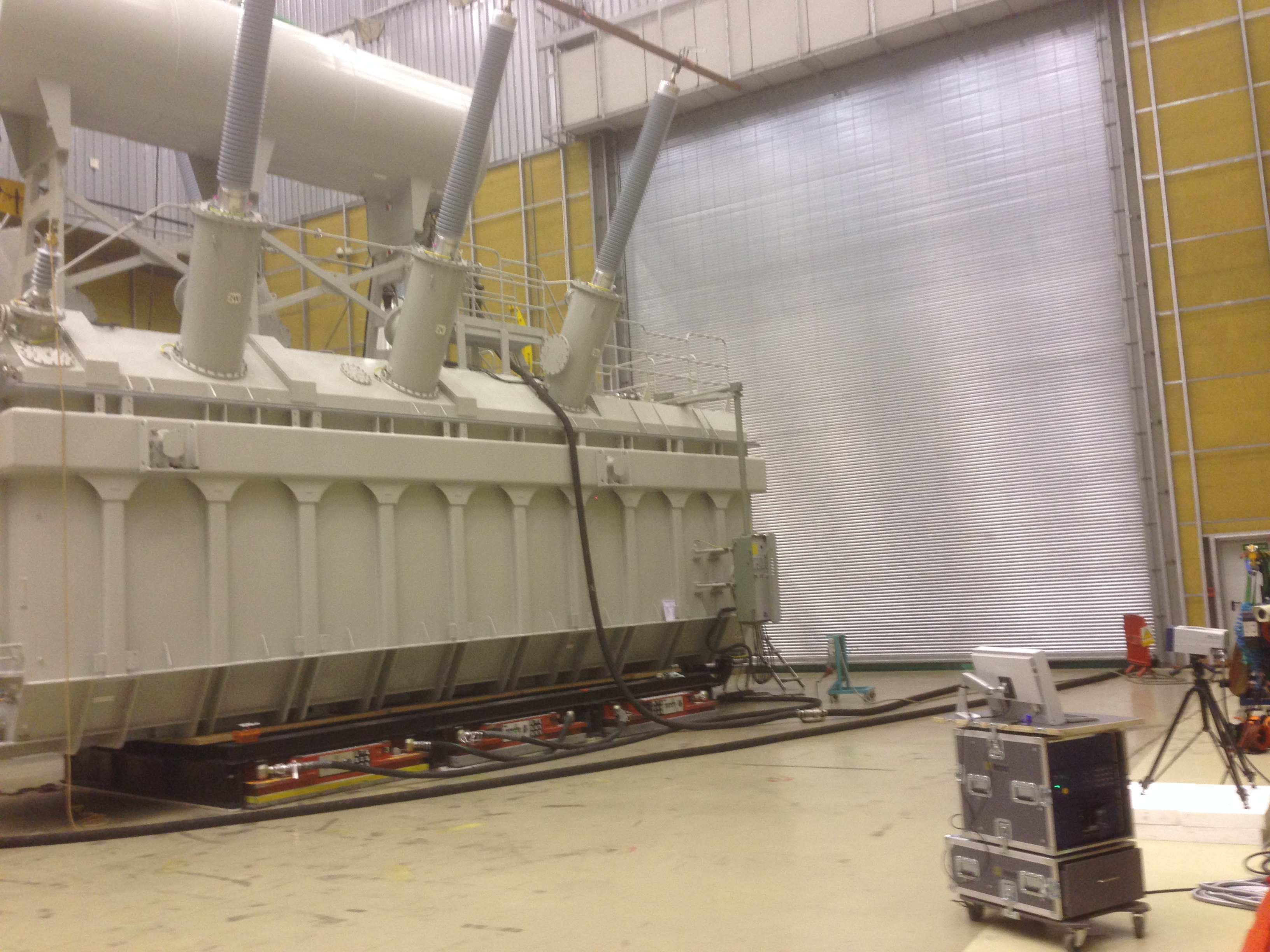
Analiza drgań kadzi transformatora wielkiej mocy za pomocą wibrometru laserowego